# Linea Shintetsu Sanda
La  linea Shintetsu Sanda (神戸電鉄三田線?, Kōbe Dentetsu Sanda-sen) è una ferrovia suburbana delle Ferrovie Shintetsu a scartamento ridotto di 1067 mm che collega la città di Kōbe con il sobborgo di Sanda, nella prefettura di Hyōgo in Giappone. La maggior parte dei treni proseguono sulla linea Shintetsu Arima fino al centro di Kobe.

## Stazioni
- Tutte le stazioni si trovano all'interno del territorio comunale di Kōbe, nella prefettura di Hyōgo.
- ●：Ferma:｜↑：passa: ↑ indica la direzione
- L'Espresso Rapido Speciale è esercitato solo la mattina in direzione Minatogawa/Shinkaichi
- Binari: ∥：doppio binario: ◇・｜：binario singolo (in presenza di "◇" i treni possono incrociarsi); ∨：da qui binario unico

| Stazione         | Giapponese | Distanza interst. | Distanza totale | SE | EX | RS | Collegamenti                                               | Linea | Posizione    |
| ---------------- | ---------- | ----------------- | --------------- | -- | -- | -- | ---------------------------------------------------------- | ----- | ------------ |
| Arimaguchi       | 有馬口     | -                 | 0.0             | ●  | ●  | ↑  | Linea Shintetsu Arima (servizio diretto fino a Shinkaichi) | ∨     | Kita-ku Kōbe |
| Gosha            | 五社       | 1.4               | 1.4             | ●  | ●  | ↑  |                                                            | ｜    | Kita-ku Kōbe |
| Okaba            | 岡場       | 1.9               | 3.3             | ●  | ●  | ●  |                                                            | ∧     | Kita-ku Kōbe |
| Taoji            | 田尾寺     | 1.6               | 4.9             | ●  | ●  | ●  |                                                            | ∨     | Kita-ku Kōbe |
| Nirō             | 二郎       | 1.5               | 6.4             | ●  | ●  | ●  |                                                            | ｜    | Kita-ku Kōbe |
| Dōjō-minamiguchi | 道場南口   | 0.9               | 7.3             | ●  | ●  | ●  |                                                            | ◇     | Kita-ku Kōbe |
| Shintetsu Dōjō   | 神鉄道場   | 1.2               | 8.5             | ●  | ●  | ●  |                                                            | ｜    | Kita-ku Kōbe |
| Yokoyama         | 横山       | 1.5               | 10.0            | ●  | ●  | ●  | Linea Shintetsu Kōen-Toshi (servizio diretto fino a Sanda) | ∧     | Sanda        |
| Sanda Honmachi   | 三田本町   | 1.0               | 11.0            | ●  | ●  | ●  |                                                            | ∥     | Sanda        |
| Sanda            | 三田       | 1.0               | 12.0            | ●  | ●  | ●  | Linea Fukuchiyama                                          | ∥     | Sanda        |